# Jürgen Melzer
Jürgen Melzer (født 22. maj 1981 i Wien, Østrig) er en østrigsk tennisspiller, der blev professionel i 1999. Han har igennem sin karriere (pr. september 2010) vundet to single- og otte doubletitler, og hans højeste placering på ATP's verdensrangliste er en 15. plads, som han opnåede i juli 2010.

## Grand Slam
Melzers bedste resultater i Grand Slam-sammenhæng kom ved French Open 2010, hvor han nåede semifinalerne efter at have besejret blandt andet David Ferrer og Novak Djokovic undervejs. I semifinalen blev han dog besejret af den senere vinder, spanieren Rafael Nadal.